# Brassavola rhomboglossa
Brassavola rhomboglossa är en orkidéart som beskrevs av Guido Frederico João Pabst. Brassavola rhomboglossa ingår i släktet Brassavola och familjen orkidéer. Inga underarter finns listade i Catalogue of Life.